# Václav Anderle
Václav Anderle (13. února 1814 Litomyšl – 23. prosince 1849 Chrudim), byl český malíř a rytec.

## Život a dílo
Vystudoval gymnázium v Litomyšli, kde také vstoupil do praxe jako malíř, kreslíř a rytec. V letech 1838–1840 studoval na Akademii výtvarných umění (Akademie der bildenden Künste) ve Vídni. Anderleho lepty již za dob studií vzbudily obdiv jeho učitelů. Krátce zůstal ve Vídni, ale při velké konkurenci pochopitelně neměl dostatek zakázek. Již roku 1841 Vídeň opustil, oženil se Barborou Khomovou, dcerou litomyšlského měšťana Petra Khoma  a přestěhoval se do Chrudimi, kde působil i jako restaurátor chrámových obrazů. Byl především portrétistou, jenž i zpaměti dokázal vystihnout podobu modelu. Maloval také oltářní obrazy, krajiny, žánrové obrázky a jezdecké výjevy z dostihové dráhy v Pardubicích. 
Část jeho pozůstalosti uchovává chrudimské muzeum.
Zemřel nezaopatřen (náhle) při epidemii cholery na choleru a na zápal mozku.

## Galerie

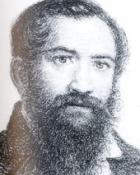
Autoportrét
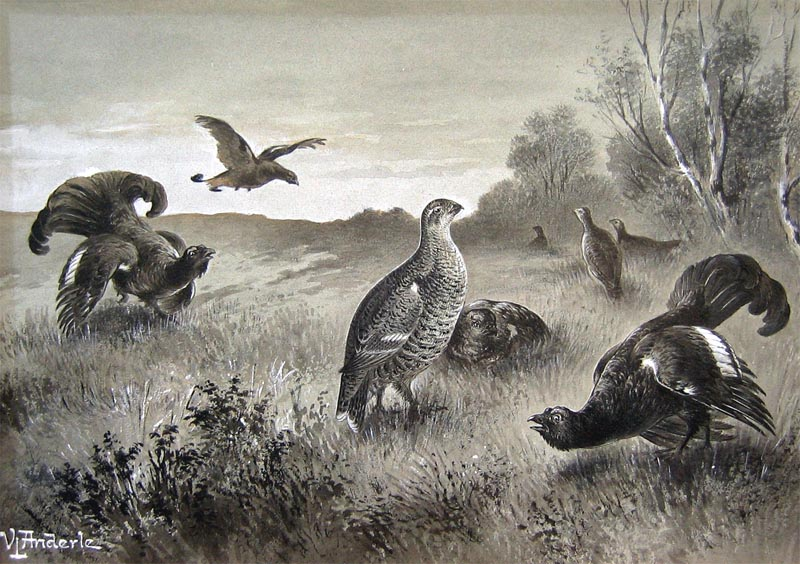
Lovecký motiv
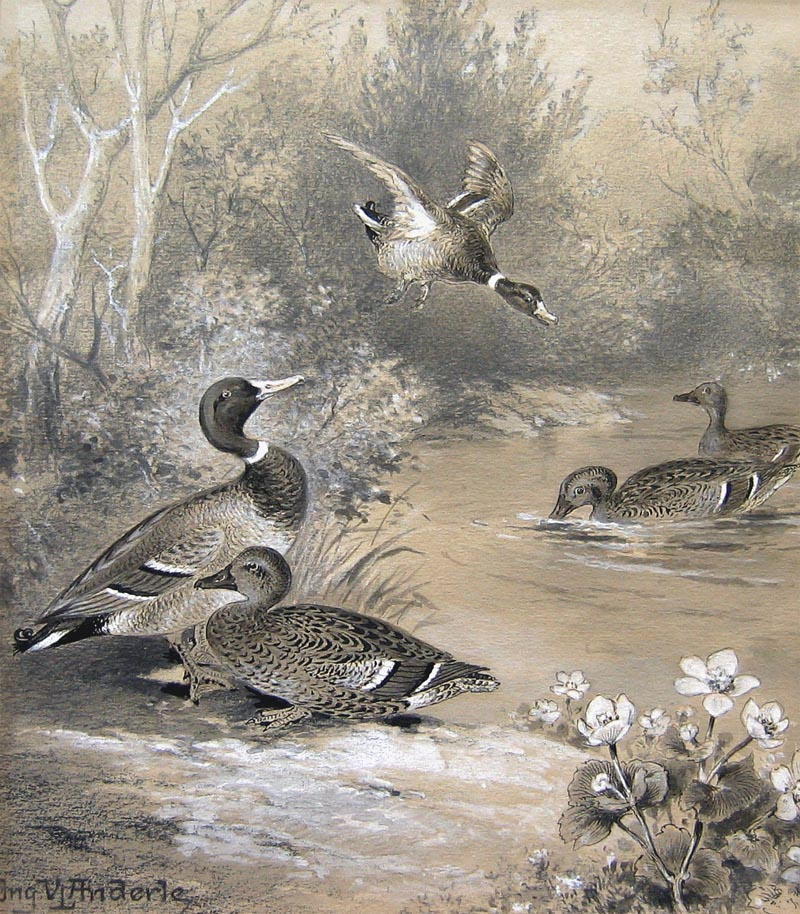
Lovecký motiv